# Задача степеня — діаметра
Зада́ча сте́пеня — діа́метра — задача пошуку найбільшого можливого графа {\displaystyle G} (в термінах розміру множини його вершин {\displaystyle V}) діаметром {\displaystyle k} такого, що найбільший степінь будь-якої вершини в графі {\displaystyle G} не перевищує {\displaystyle d}. Розмір графа {\displaystyle G} обмежений зверху межею Мура. Для {\displaystyle 1<k} і {\displaystyle 2<d} тільки граф Петерсена, граф Гофмана — Синглтона і, можливо, граф із діаметром {\displaystyle k=2} і степенем {\displaystyle d=57} досягають межі Мура. В загальному випадку графи з найбільшими значеннями степінь/діаметр мають розмір, значно менший від межі Мура.
Вивчається також задача пошуку найбільшого можливого орграфа, замість степеня графа в цьому випадку використовують напівстепень виходу.

## Формула
Нехай {\displaystyle n_{d,k}} — найбільше можливе число вершин графа зі степенем, що не перевершує {\displaystyle d}, і діаметром {\displaystyle k}, тоді {\displaystyle n_{d,k}\leq M_{d,k}}, де {\displaystyle M_{d,k}} — межа Мура:
{\displaystyle M_{d,k}={\begin{cases}1+d{\frac {(d-1)^{k}-1}{d-2}}&d\geqslant 2\\2k+1&d=2\end{cases}}}
Ця межа досягається в рідкісних випадках, тому вивчення пішло в напрямку, наскільки близькі до межі Мура існують графи.
Величину {\displaystyle \delta =M_{d,k}-|V|} називають дефектом графа (тут {\displaystyle |V|} — число вершин у графі). Кажуть, що граф має малий дефект, якщо {\displaystyle \delta \leqslant d}. Є гіпотеза, що для степенів {\displaystyle d\geqslant 6} не існує {\displaystyle (d,2)}-графів із дефектом 2. Про графи з дефектом, більшим від 2, відомо мало.
Для асимптотичної поведінки зауважимо, що {\displaystyle M_{d,k}=d^{k}+O(d^{k-1})}.
Для параметра {\displaystyle \mu _{k}=\liminf _{d\to \infty }{\frac {n_{d,k}}{d^{k}}}} висловлено гіпотезу, що {\displaystyle \mu _{k}=1} для всіх {\displaystyle k}; відомо, що {\displaystyle \mu _{1}=\mu _{2}=\mu _{3}=\mu _{5}=1} і що {\displaystyle \mu _{4}\geq 1/4}.

## MaxDDBS
Якщо дано зв'язний граф-господар[уточнити] {\displaystyle G}, верхня межа степеня {\displaystyle d} і верхня межа діаметра {\displaystyle k}, шукається найбільший підграф {\displaystyle S} графа {\displaystyle G} з найбільшим степенем, що не перевершує {\displaystyle d} і діаметром, що не перевершує {\displaystyle k}. Цю задачу називають MaxDDBS, і вона містить задачу розміру — діаметра як частковий випадок (а саме, якщо за граф-господар взяти досить великий повний граф). Задача є NP-складною.